# 桃花台新交通
桃花台新交通株式会社（とうかだいしんこうつう）は、愛知県小牧市で新交通システムの桃花台線を運営していた、第三セクターの鉄道会社である。
愛知県と小牧市、中部地方の企業である名古屋鉄道や旧東海銀行（現・三菱UFJ銀行）、中部電力、東邦ガス、トヨタ自動車などの出資によって1979年に設立された。本社所在地は、愛知県小牧市光ヶ丘六丁目43番地。
2006年10月1日に桃花台線を廃止。同年11月17日に会社解散を決定。2007年度末に解散し、清算会社に移行し、2009年3月に特別清算が終結した。

## 概要

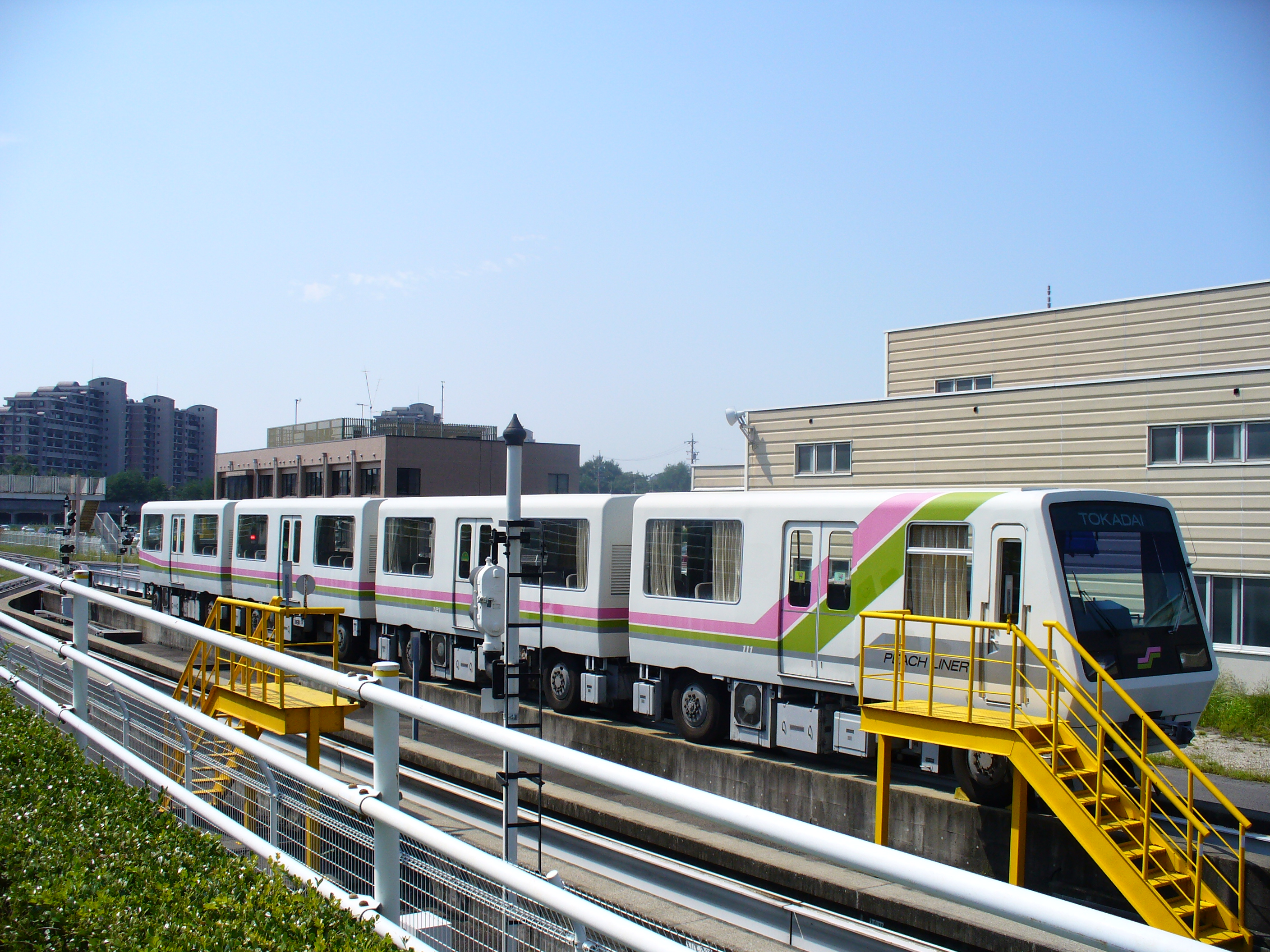
桃花台新交通本社と、停車中の100系電車。車両の後ろ側に見える建物（左から2番目）は、本社屋。一番右の建物は、車両の点検・修理などが行なわれていた所。

会社設立は1979年。1991年3月の桃花台線開業と同時に営業開始。資本金は30億円。出資の内訳は、愛知県が13.8億円、小牧市が3億円である。加えて、愛知県より運営資金として30億円が貸し付けられた。
会社は2003年3月31日の決算において、61億円の繰越損失、31億円の債務超過状態となり、2006年9月には運営資金が底を付く見通しとなった。更に、開業以来一度も黒字になったこともなかった。そのため、愛知県は桃花台線の存廃を含めて検討を始め、2004年に、愛知県は有識者による「桃花台線のあり方検討会」を設立する。検討会の提言により、愛知万博（愛・地球博）の愛・地球博線で採用された磁気誘導式無軌条交通システム（IMTS）に切り替えることを検討したが、同会の試算よりコストが高くつくことなどから、この案は頓挫してしまった。
また、その後の調査で、赤字解消が困難なことや桃花台ニュータウンの人口が減少する可能性などもあることから、同路線は2006年3月28日に廃止が決定する。
2006年9月30日限りで桃花台線の運行を取りやめ、翌10月1日に廃止。日本における新交通システムの初の廃止例となった。同年11月17日に臨時の株主総会を開き、業務などを清算会社へ移行する決議を経て会社解散を決定した。最終的な累積赤字は約65億円、債務超過額は35億8452万円。また東京商工リサーチによれば資産は10億7595万円、負債総額は45億9710万円である。
なお2007年7月に同社は、名古屋地方裁判所へ特別清算を申請。2009年4月に清算業務が終結し、桃花台新交通は名実ともに30年の歴史に幕を閉じた。

### 持ち株比率
| 株主                        | 株式数 | 比率 |
| --------------------------- | ------ | ---- |
| 愛知県                      | 2760株 | 46%  |
| 小牧市                      | 600株  | 10%  |
| 名古屋鉄道                  | 600株  | 10%  |
| 中部電力                    | 300株  | 5%   |
| 三菱東京UFJ銀行             | 300株  | 5%   |
| 新生銀行                    | 300株  | 5%   |
| 日本車輌製造                | 156株  | 2.6% |
| 東邦ガス                    | 150株  | 2.5% |
| みずほ銀行                  | 150株  | 2.5% |
| トヨタ自動車                | 120株  | 2%   |
| 三菱重工業                  | 84株   | 1.4% |
| 新日本製鐵 (現在の日本製鉄) | 60株   | 1%   |
| 松坂屋                      | 60株   | 1%   |
| ノリタケカンパニーリミテド  | 60株   | 1%   |
| 日本碍子                    | 60株   | 1%   |
| 大同特殊鋼                  | 60株   | 1%   |
| 名古屋銀行                  | 60株   | 1%   |
| 愛知銀行 (現在のあいち銀行) | 60株   | 1%   |
| 中京銀行 (現在のあいち銀行) | 60株   | 1%   |

## 沿革
- 1978年（昭和53年）12月6日 - 桃花台新交通の第1回発起人会開催。
- 1979年（昭和54年）12月3日 - 会社設立。資本金7.6億円[1]。
- 1988年（昭和63年）7月 - 株主割当による資本金増額。資本金22.5億円に。
- 1989年（平成元年）2月 - 第三者割当による資本金増額。資本金30億円に。
- 1991年（平成3年）3月25日 - 桃花台線開業[7]。営業開始[7]。
- 1997年（平成9年）4月1日 - 運賃値上げ実施。
- 2000年（平成12年）4月 - 経営改善計画を策定（2004年（平成16年）までに、経費削減やリストラなどで総額約8億円の経費削減を実現）。愛知県と小牧市が、約10億5000万円の追加融資を決定[1]。
- 2003年（平成15年）3月27日 - 上飯田連絡線開業。運賃値下げ実施[8]。共通乗車カード「トランパス」を導入。
- 2006年（平成18年）
  - 3月28日 - 愛知県と小牧市が桃花台新交通の支援断念を発表。廃止が決定する[6]。
  - 4月28日 - 株主総会で桃花台線の廃止が決議[1]。
  - 6月7日 - 国土交通省中部運輸局に軌道運輸事業の廃止及び廃止許可申請を提出[1]。
  - 9月5日 - 国土交通省中部運輸局が廃止を認可[9]。
  - 10月1日 - 桃花台線廃止。
  - 11月17日 - 臨時株主総会で、同日付での会社解散を決議[1]。
- 2007年（平成19年）
  - 7月25日 - 名古屋地方裁判所へ特別清算を申請[1]。
  - 9月7日 - 名古屋地方裁判所の命令により特別清算開始。
- 2009年（平成21年）4月9日 - 特別清算終結の決定が確定。翌10日付で登記簿が閉鎖（会社消滅）される。

## 路線
- 桃花台線 - 2006年10月1日に廃止。

## その他
- 桃花台線営業時には、名古屋鉄道を中心に策定された乗車カード「トランパス」に加盟していた。ただし、同社独自のデザインのものはなく、名鉄が発行したSFパノラマカードをそのまま販売していた。また、経費削減から各駅1箇所しかカードが使える改札口を設けておらず、有人駅でしか積み増し等が対応できなかった。